# MP-153
MP-153 là loại súng shotgun bán tự động được thiết kế và chế tạo bởi nhà máy cơ khí Izhevsk. Nó có hình dáng giống với loại shogun nạp đạn kiểu bơm MP-133 và nhiều chi tiết có thể dùng để thay đổi qua lại giữa hai loại súng này. MP-153 là một trong các loại shotgun bán tự động phổ biến nhất và được dùng trong nhiều sự kiện tại Nga như thể thao và săn bắn. Súng cũng được dùng để xuất khẩu đến các nước khác nhau với tên thương hiệu Baikal. MP-153 được biết đến với cấu trúc chắc chắn, độ tin cậy tốt và bền chỉ có điều hơi nặng.

## Thiết kế
MP-153 sử dụng cơ chế nạp đạn bằng khí nén với một pít ton hình khuyên bao quanh ống đạn bên dưới. Khi bắn một lượng khí nén sẽ được trích xuống để pít ton hoạt động. Lượng khí trích có thể được điều chỉnh bằng van để thích hợp trong việc sử dụng nhiều loại đạn shotgun khác nhau. Hệ thống trích khí bao quanh ống đạn thay vì chỉ là một bộ phận nhỏ ở đầu ống cho phép kéo dài ống đạn để mang được nhiều đạn hơn tiêu chuẩn. Cơ chế khóa cố định của thoi nạp đạn là chèn nghiêng chống vào rãnh trong nòng súng.
Ống đạn nằm bên dưới nòng súng tiêu chuẩn có thể chứa được 4 viên, khi nối dài ra có thể chứa 9 viên nhưng còn tùy vào chiều dài của loại đạn sử dụng cũng như nòng súng luôn có thể chứa sẵn thêm một viên. Thân súng được làm bằng nhôm, báng súng được làm bằng gỗ hay nhựa tổng hợp. Nòng súng có nhiều chiều dài khác nhau và có thể tháo ráp một cách dễ dàng. Cấu trúc của súng chắc chắn đủ để có thể bắn cả loại đạn dài 89 mm.

## Biến thể
- Remington Spartan 453: Mẫu sản xuất tại Hoa Kỳ.
- MP-153S: Mẫu phát triển năm 2005-2006 được thiết kế cho các công ty an ninh tư nhân.
- 18,5 CS-P: Mẫu phát triển cho bộ nội vụ và không dùng để xuất khẩu.